# Phaseolus coccineus
Phaseolus coccineus L., 1753 è una pianta della famiglia Fabaceae nativa del Messico e dell'America Centrale. Viene anche chiamato fagiolo di Spagna.

## Descrizione

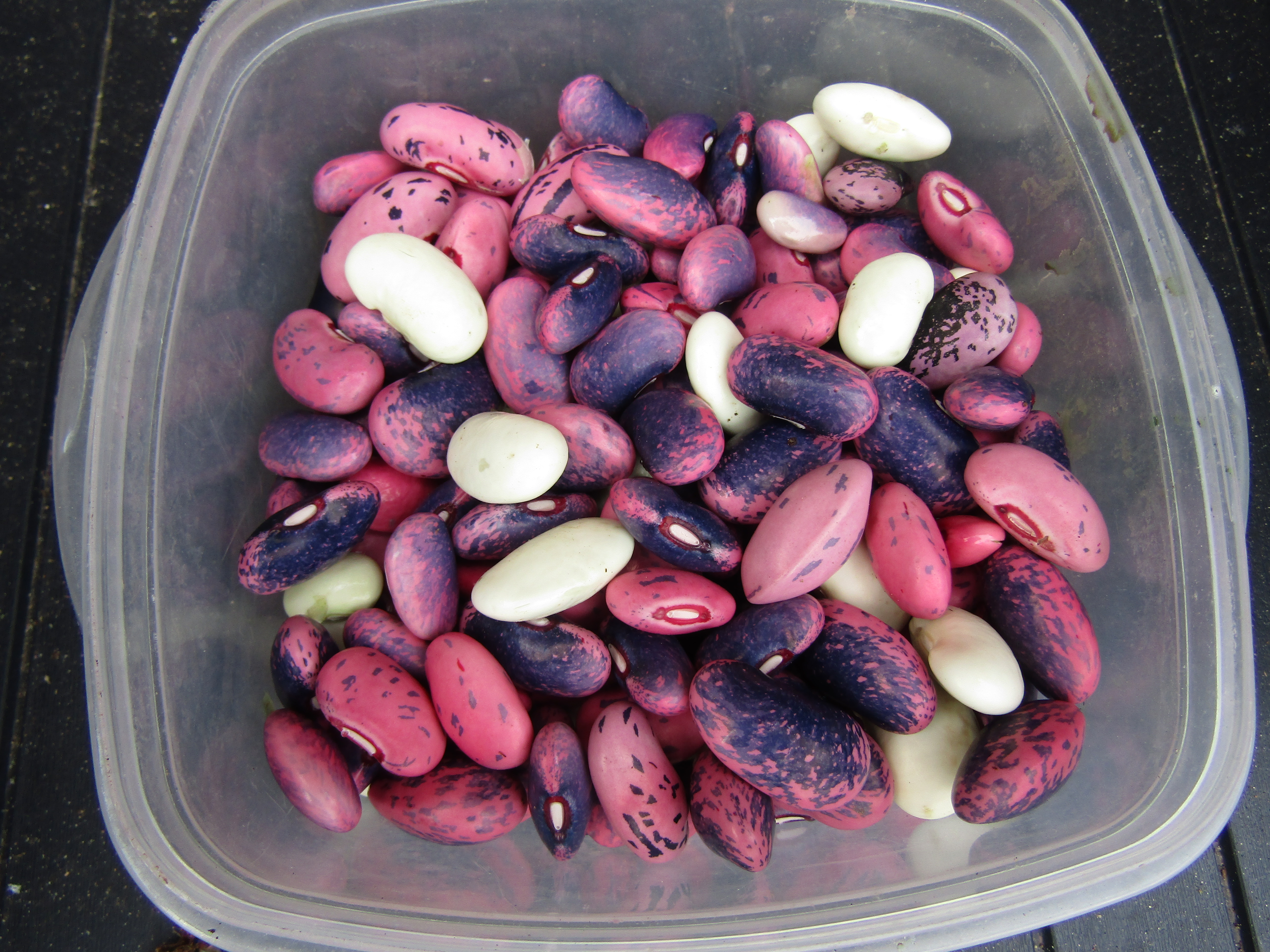
Fagioli di Spagna

Comprende fenotipi con marcate differenze morfologiche, come colore dei fiori, tomentosità e dimensione dei baccelli. La maggior parte delle varietà ha fiori rossi e semi multicolori (anche se alcune hanno fiori bianchi e semi bianchi), e sono spesso coltivate come piante ornamentali. Il fusto può crescere fino a 3 metri o più di lunghezza.
Si differenzia dal fagiolo comune (Phaseolus vulgaris) per diversi aspetti: i cotiledoni rimangono nel terreno durante la germinazione, e la pianta è una rampicante perenne con radici tuberose (anche se di solito viene trattata come un'annuale).
I baccelli a forma di coltello sono normalmente verdi; tuttavia, ci sono varietà molto rare coltivate da amatori che hanno baccelli viola molto particolari, come ad esempio la cultivar a baccello viola "Aeron Purple Star".

## Usi
Negli Stati Uniti, nel 1978, il fagiolo scarlatto è stato ampiamente coltivato per i suoi attraenti fiori soprattutto per uso ornamentale. Da allora, molti giardinieri americani hanno adottato il fagiolo come pianta regolare dell'orto. Il fiore è conosciuto come uno dei preferiti dai colibrì. Nel Regno Unito - dove l'ortaggio è una scelta popolare per gli orti e gli appezzamenti di terreno - i fiori sono spesso ignorati, o trattati come un bonus attraente per coltivare la pianta per i fagioli.
I semi della pianta possono essere usati freschi o come fagioli secchi. I baccelli sono commestibili interi quando sono giovani e non ancora fibrosi. Le radici amidacee sono mangiate dai nativi dell'America Centrale.
I fagioli sono usati in molte cucine. È un contorno molto popolare nella cucina britannica. A San Ildefonso, in Spagna, viene coltivata una varietà chiamata "Judión de la Granja" che produce fagioli grandi, bianchi e commestibili, che sono la base di un piatto regionale segoviano chiamato anche Judiones de la Granja, in cui i fagioli sono mescolati con orecchie di maiale, zampetti di maiale e chorizo, tra gli altri ingredienti.
In Grecia, le cultivar del fagiolo di Spagna con fiori bianchi e fagioli bianchi sono note come fasolia gigantes (φασόλια γίγαντες). Sono coltivate sotto tutela legale nel nord della Grecia nelle regioni di Kato Nevrokopi, Florina e Kastoria. I fagioli hanno un ruolo importante nella cucina greca, compaiono in molti piatti (come il gigandes plaki). In inglese sono a volte denominati colloquialmente "elephant beans". In Austria le versioni colorate sono coltivate e servite come Käferbohnen ("fagiolo coleottero"), un piatto a base di fagioli secchi con olio di semi di zucca, considerato un piatto tipico della cucina regionale austriaca. I fagioli di Spagna secchi vengono consumati in piccola parte anche in Germania.
La Grecia e l'Africa settentrionale sono le fonti dei baccelli dei fagioli di corrida venduti come "fagioli verdi" nei mercati europei durante il periodo freddo. I baccelli possono essere identificati per le loro grandi dimensioni e la superficie più ruvida.
Le cultivar comprendono: Aeron Purple Star, Black Runner, Butler, Case Knife, Hammond's Dwarf, Painted Lady, Pickwick Dwarf, Polestar, Scarlet Runner, White Dutch Runner, White Runner.
P. coccineus subsp. darwinianus è una sottospecie coltivata, comunemente chiamata botil bean in Messico.
Le specie affini considerate più utili per l'incrocio con P. coccineus per aumentare la sua diversità genetica sono P. dumosus e P. vulgaris.